# Torvik
Torvik ist ein Ort in Norwegen.

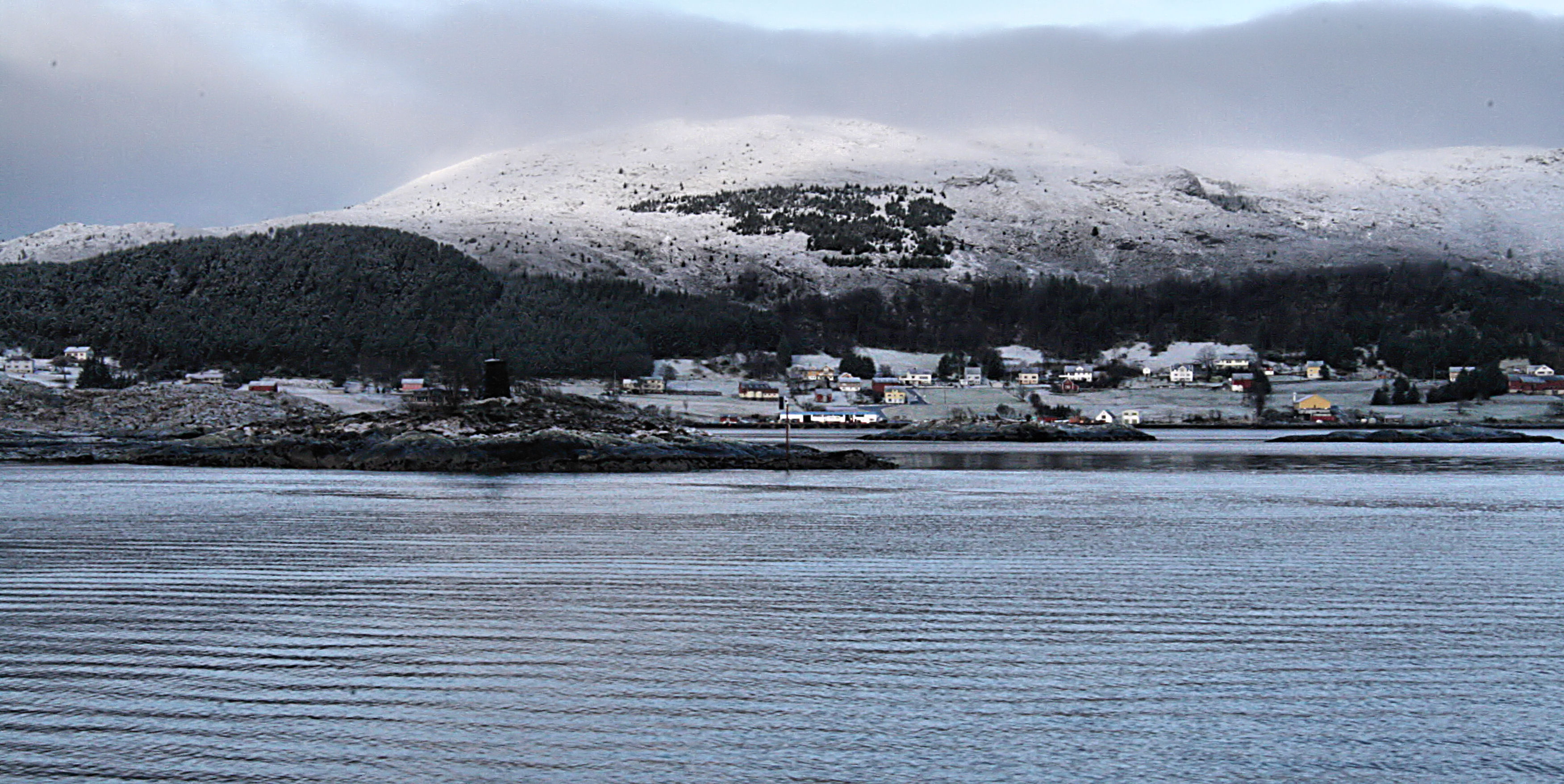
Torvik

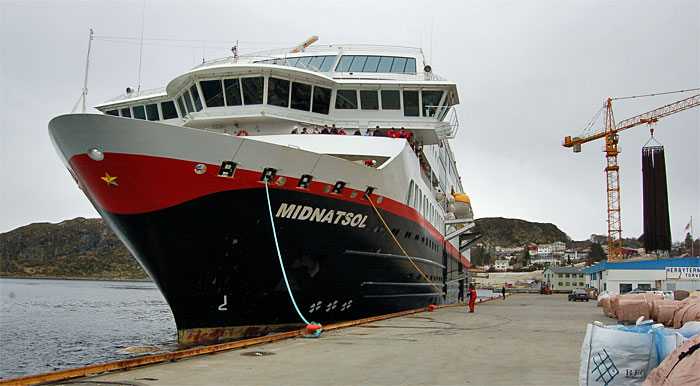
Das Hurtigruten-Schiff Midnatsol im Hafen von Torvik

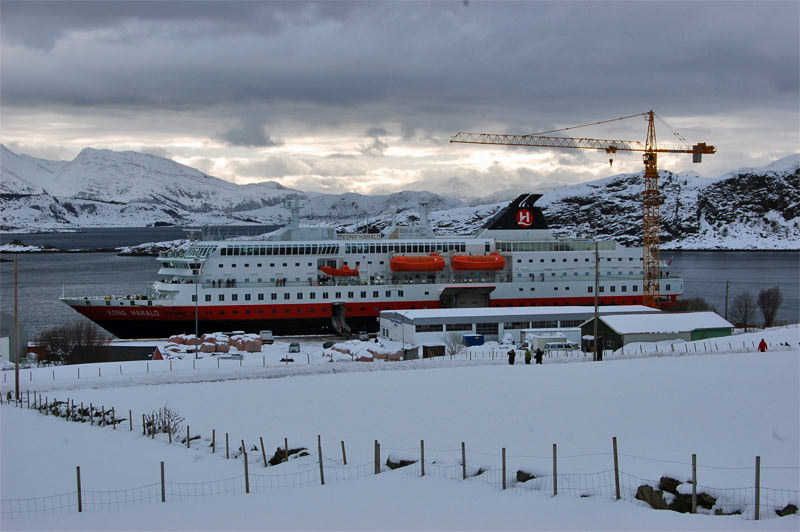
Das Hurtigruten-Schiff Kong Harald im Hafen von Torvik

Der auf der Insel Leinøya liegende Ort gehört zur Gemeinde Herøy in der Region Sunnmøre südwestlich von Ålesund in West-Norwegen.
Torvik ist von Bergen kommend der dritte Hafen, den die nordgehenden und der drittletzte Hafen den die südgehenden Schiffe der Hurtigruten anlaufen. In Torvik und der Kommune Herøy leben ca. 8500 Einwohner. Der Haupterwerb der Einwohner bildet neben der Fischerei und Landwirtschaft auch die Arbeit in der umliegenden Werftindustrie.
In der Nähe von Torvik liegt die bekannte Vogelinsel Runde, Norwegens südlichster Vogelfelsen, auf dem im Sommer mehrere 100.000  Seevögeln wie Dreizehenmöwe, Papageientaucher, Krähenscharben und zahlreiche weitere Vogelarten brüten.
Bis zur Fertigstellung der Rundebrua 1982 bestand eine Fährverbindung zwischen Runde, Torvik und Ulsteinvik.
Wegen der geschützten, aber schwierigen Anlegesituation am Hurtigrutenkai in Torvik wird diskutiert, ob dieser nicht wenige Kilometer nach Mjølstadneset, dem Industriegebiet der Gemeinde Herøy, vorverlegt werden soll.